# جلال الدين كاراتاي
جلال الدين كاراتاي كان رجل دولة ارتقى من رتبة غلام إلى منصب رفيع في دولة سلاجقة الروم. هناك باحثون غربيون معاصرون يزعمون أن كاراتاي من أصل تركي، وذلك استنادًا إلى اسمه. دليل آخر هو أنه في وثائق تأسيس كاراتاي ونقوشه، يظهر اسمه في كل مكان تقريبًا باسم "كاراتاي بن عبد الله". ومع ذلك، فمن المعروف أنه في وثائق الفترة السلجوقية، كان اسم الأب لأولئك الذين كانوا في الأصل غير مسلمين ولكن أصبحوا مسلمين فيما بعد هو دائمًا عبد الله. ومن ناحية أخرى، يزعم أن معنى كلمة "روم" مشتق من التعبيرات التي استخدمها أبو الفرج لكاراتاي عندما ذكر أنه كان أحد عبيد علاء الدين كيقباد الأول. وكتب ابن بيبي أنه كان عبدًا من أصل يوناني، وهو الاحتمال الأكبر. على الرغم من عدم وجود سجل قاطع، فمن المقبول أنه تم أسره في منطقة بين قيليقية وقيصرية خلال الحملة الأرمنية التي قادها غياث الدين كيخسرو الأول (1208/1209).
بعد تعليمه في غلام خانه، نُقل كاراتاي إلى القصر وعمل كأمير دولة، وأمير طاشتانه، وأمين صندوق خاص، ونائب سلطان وأتابك. امتدت فترة ولايته في القصر منذ اعتلاء علاء الدين كيكوبات الأول العرش حتى وفاته. وأُدرج من المقربين من كيكاوس الثاني في فترة حكمه. وفي وقت لاحق، باعتباره أحد أركان الدولة الأربعة، لعب دورًا مهمًا في تحديد خلافة السلطنة وتعيين رجال الدولة الآخرين، بما في ذلك الوزراء.
الثاني غياث الدين كيهوسريف بالإضافة إلى واجبه كأمير سلطان، كان أيضًا مسؤولًا عن الخزانة الخاصة (الخزانة الشخصية للسلطان). كان وصيًا على السلطان منذ بداية الحكم المغولي. وكان كاراتاي حاضرًا أيضًا في الاجتماع الذي عقده رجال الدولة لتحديد من سيتولى العرش بعد وفاة غياث الدين كيخسرو. وقد اتخذ القرار بشأن عز الدين كيكاوس، واستمر كاراتاي في إدارة الخزانة الخاصة، مع استمراره في أداء واجبه كنائب سلطان.